# Exorista tessellata
Exorista tessellata är en tvåvingeart som först beskrevs av Roder 1885.  Exorista tessellata ingår i släktet Exorista och familjen parasitflugor.
Artens utbredningsområde är Puerto Rico. Inga underarter finns listade i Catalogue of Life.